# Atlantis (motorfiets)
Atlantis is een historisch Duits merk van motorfietsen.
Deze werden gemaakt door Motoren & Fahrzeugwerk Paul Arthur Kreuzer in Kiel van 1926 tot 1932.
Duits merk dat goede motorfietsen samenstelde met 348cc- en 398cc-tweetaktmotoren, later ook met 498-, 746- en 990cc-MAG-kop/zijkleppers en 497cc-Küchen-kopklepmotoren. Ook 498cc-JAP- en 597cc-Blackburne-zijkleppers waren leverbaar.